# Elaeocarpus johnsonii
Elaeocarpus johnsonii là một loài thực vật có hoa trong họ Côm. Loài này được F.Muell. ex C.T.White mô tả khoa học đầu tiên năm 1933.